# Таха Хусейн
Таха Хусейн (на арабски: طه حسين; на английски: Taha Hussein) е египетски литературовед, философ, историк и писател. Считан е за един от най-влиятелните писатели и интелектуалци на Египет. Четиринадесет пъти е номиниран за Нобелова награда.

## Биография и творчество
Роден е на 15 ноември 1889 г. в село Избет ел Кило до Магага, Миня, Египет, седмо от 13-те деца в семейството. На четири години губи зрението си заради инфекция и погрешно лечение. Изучава в родното си село арабски език, математика и Корана. През 1902 г. отива да учи арабска литература и религия в университета Ал-Азхар в Кайро. Следването си по-късно описва в автобиографичната повест „Дните“.
През 1908 г. постъпва в новооткрития Каирски университет, който завършва през 1914 г. с докторска степен за арабския поет и философ Ал Маари. Продължава образованието си с магистърска степен в Университета в Монпелие във Франция и с докторска работа за социалната философия на Ибн Халдун в Сорбоната. Във Франция през 1917 г. се жени за Сузане Бресо (1917 – 1973).
След завръщането си в Египет става преподавател по история в Каирския университет. В периода 1943 – 1946 г. е ректор на Александрийския университет, в периода 1950 – 1952 г. е министър на образованието на Египет, а от 1965 г. е президент на Академията за арабски език в Кайро. Работи и като редактор на различни вестници и е автор на много статии. Бил е и преводач и литературен критик.
Наричан е „декан на арабската литература“. През 1973 г. е удостоен от ООН с награда за защита на правата на човека.
Умира на 28 октомври 1973 г. в Кайро на 83-годишна възраст.

## Произведения
- The Memory of Abu El Alaa (1915)
- Selected Poetical Texts of the Greek Drama (1924)
- Ibn Khaldun's Philosophy (1925)
- Dramas by a Group of the Most Famous French Writers (1924)
- Pioneers of Thoughts (1925)
- Wednesday Talk (1925)
- Pre-Islamic Poetry (1926)
- Egyptian Childhood: The Autobiography of Taha Hussein (1928)
- In the Summer (1933)
- The Days – 3 части (1933) – автобиографична повест
Дните, изд.: „Народна култура“, София (1984), прев. Ганка Петкова
- Hafez and Shawki (1933)
- The Prophet's Life „Ala Hamesh El Sira“ (1933)
- Curlew's Prayers (1934)
- From a Distance (1935)
- Adeeb (1935)
- The Literary Life in the Arabian Peninsula (1935)
- Together with Abi El Alaa in his Prison (1935)
- Poetry and Prose (1936)
- Bewitched Palace (1937)
- Together with El Motanabi (1937)
- The Future of Culture in Egypt (1938)
- Moments (1942)
- The Voice of Paris (1943)
- Sheherzad's Dreams (1943)
- Tree of Misery (1944)
- Paradise of Thorn (1945)
- Chapters on Literature and Criticism (1945)
- The Voice of Abu El Alaa (1945)
- „El Fitna Al Kubra“ (1947)
- Spring Journey (1948)
- The Stream Of Days (1948)
- The Tortured of Modern Conscience (1949)
- The Divine Promise „El Wa'd El Haq“ (1950)
- The Paradise of Animals (1950)
- The Lost Love (1951)
- From There (1952)
- Varieties (1952)
- In The Midst (1952)
- Anatagonism and Reform (1955)
- The Sufferers: Stories and Polemics (1955)
- Criticism and Reform (1956)
- Our Contemporary Literature (1958)
- Mirror of Islam (1959)
- Summer Nonsense (1959)
- On the Western Drama (1959)
- Talks (1959)
- Al-Shaikhan (Abi Bakr and Omar Ibn El Khatab) (1960)
- From Summer Nonsense to Winter Seriousness (1961)
- Reflections (1965)
- Beyond the River (1975)
- Words (1976)
- Tradition and Renovation (1978)

### Серия „Голямото заселване“ (Greater Sedition)
1. Osman (1946)
2. Ali and His Sons (1953)

### Екранизации
- 1959 Зовът на славея, دعاء الكروان
- 1970 El Hob El Daye'